# Hàng không năm 1950
Đây là danh sách các sự kiện hàng không nổi bật xảy ra trong năm 1950:

## Các sự kiện
- Arrow Air được thành lập

### Tháng 3
- 20 tháng 3 - Máy bay ném bom Avro Lincoln của Không quân Hoàng gia Anh được gửi tới Singapore để chống lại những người cộng sản Malaya trong sự kiện Tình trạng khẩn cấp bán đảo Malaysia.

### Tháng 4
- 8 tháng 4 - Máy bay Lavochkin La-11 của Liên Xô bắn hạ một chiếc PB4Y Privateer của Hoa Kỳ phía trên biển Baltic khiến 10 thành viên phi hành đoàn tử nạn.

### Tháng 6
- 1 tháng 6 - BEA bắt đầu phục vụ vận chuyển hành khách bằng trực thăng giữa Liverpool và Cardiff.
- 25 tháng 6 - Chiến tranh Triều Tiên nổ ra
- 25 tháng 6 - Không quân Hoa Kỳ (USAF) bắt đầu di tản công dân Hoa Kỳ khỏi Nam Triều Tiên.
- 27 tháng 6 - Một chiếc F-82 Twin Mustang của USAF bắn hạ một chiếc Yak-9 của Không quân Bắc Triều Tiên, đây là thiệt hại trong không chiến đầu tiên diễn ra trong Chiến tranh Triều Tiên.
- 27 tháng 6 - Những chiếc B-29 Superfortress của USAF thuộc Liên đoàn ném bom 19 tấn công nhà ga Seoul và cầu bắc qua sông Hàn trong nhiệm vụ ném bom chiến lược đầu tiên trong chiến tranh.
- 28 tháng 6 - Những chiếc B-26 Invader của USAF thực hiện các nhiệm vụ tấn công đầu tiên vào trong lãnh thổ Bắc Triều Tiên.
- 30 tháng 6 - P-51 Mustang thuộc Phi đội số 77 RAAF được gửi tới Hàn Quốc như một phần trong sự tham gia của Australia trong chiến tranh.

### Tháng 7
- 3 tháng 7 - F9F Panther thuộc phi đội VF-51 cất cánh từ tàu sân bay USS Valley Forge trở thành những máy bay phản lực tiêm kích đầu tiên của Mỹ tham chiến. Một chiếc Yak-9 của Bắc Triều Tiên đã bị bắn hạ.
- 3 tháng 7 - Supermarine Seafire thuộc Phi đội Hải quân 800 và Fairey Firefly thuộc Phi đội số 827 từ tàu sân bay HMS Triumph thực hiện xuất kích lần đầu tiên trong chiến tranh Triều Tiên, đây là những đơn vị không quân đầu tiên không thuộc Hoa Kỳ tham chiến.
- 23 tháng 7 - Tàu sân bay USS Boxer đi qua Thái Bình Dương trong một thời gian kỷ lục, từ Alameda, California đến Yokosuka trong 8 ngày 16 giờ.
- 25 tháng 7 - Hãng hàng không Trung Đông M.E.A- máy bay "Dakota" đang trên đường từ Jerusalem đến Beirut trong khi một máy bay quân sự của Israel đang thực hiện công kích tại biên giới Liban-Israel. Nhân viên vô tuyến điện "Antoine wazir" trên chiếc "Dakota" đã bị trúng một viên đạn gây tử vong khi đang ngồi gần phi công.
- 29 tháng 7 - Một chiếc BEA Vickers Viscount trang bị động cơ phản lực cánh quạt thực hiện chuyến bay vận chuyển hành khách đầu tiên.

### Tháng 8
- 3 tháng 8 - Không lực Thủy quân lục chiến Hoa Kỳ bắt đầu hoạt động tại Triều Tiên, với phi đội VMF-214 thực hiện các nhiệm vụ tấn công từ tàu sân bay USS Sicily.
- 27 tháng 8 - P-51 Mustang thuộc Phi đội số 2 SAAF được gửi tới Triều Tiên trong phần đóng góp của Nam Phi đối với cuộc chiến nàywar.

### Tháng 9
- 4 tháng 9 - Đại úy Robert Wayne trở thành phi công đầu tiên được giải cứu khỏi chiến tuyến của đối phương bằng một trực thăng.
- 15 tháng 9 - Lực lượng đặc nhiệm 7, gồm 5 tàu sân bay Hải quân Hoa Kỳ và một của Hải quân Hoàng gia Anh, hỗ trợ cuộc đột kích của thủy quân lục chiến Mỹ vào Bãi biển Green, mở đường cho cuộc đổ bộ Inchon.
- 22 tháng 9 - Đại tá David Schilling thực hiện chuyến bay không dừng đầu tiên xuyên qua Đại Tây Dương trên một chiếc phản lực tiêm kích F-84 Thunderjet.

### Tháng 10
- Những máy bay Mikoyan-Gurevich MiG-15 của Liên Xô từ Trung đoàn Không quân Tiêm kích 29 được cung cấp cho Không quân Bắc Triều Tiên. Những máy bay này được điều khiển bởi phi công Liên Xô và Trung Quốc.
- 1 tháng 10 - Không quân Hoàng gia Đan Mạch được tái thành lập.
- 20 tháng 10 - Lính dù Mỹ được sử dụng để cắt nguồn tiếp tế từ Bình Nhưỡng

### Tháng 11
- 7 tháng 11 - BOAC cho chiếc thuyền bay dân dụng cuối cùng ngừng hoạt động.
- 8 tháng 11 - Trung úy Russell Brown bắn hạ một chiếc MiG-15 từ chiếc F-80 Shooting Star, đây là thắng lợi đầu tiên của một máy bay phản lực trước một máy bay phản lực.

### Tháng 12
- 6 tháng 12 - C-47 Dakota thuộc Phi đội 13 Không quân Hoàng gia Hy Lạp di tản những người Mỹ bị thương từ hồ chứa nước Chonjin.
- 9 tháng 12 - Gloster Meteor thuộc Không quân Hoàng gia Australia thay thế những chiếc P-51 thuộc phi đội 77 tại Triều Tiên.
- 17 tháng 12 - F-86 Sabre bắt đầu hoạt động tại Triều Tiên.

## Chuyến bay đầu tiên
Tháng 1
- 13 tháng 1 - Mikoyan-Gurevich I-330, nguyên mẫu của MiG-17
- 19 tháng 1 - Avro Canada CF-100 RCAF 18101

Tháng 3
- 26 tháng 3 - XA2D Skyshark

Tháng 4
- 4 tháng 4 - Jodel D11 F-BBBF
- 30 tháng 4 - SNCASE Grognard

Tháng 5
- 5 tháng 5 - Scottish Aviation Prestwick Pioneer nguyên mẫu G-AKBF
- 10 tháng 5 - de Havilland Heron G-ALZL

Tháng 6
- 16 tháng 6 - FMA IAe 33 Pulqui II
- 19 tháng 6 - Hawker P.1081 VX279

Tháng 10
- 10 tháng 10 - Boulton Paul P.111 VT935

## Bắt đầu hoạt động
Tháng 7
- 29 tháng 7 - Vickers Viscount trong BEA

Tháng 8
- 6 tháng 8 - Handley Page Hermes trong BOAC